# Bílkove Humence
Bilkove Humence je naseljeno mjesto u okrugu Senica, u Trnavskom kraju, Slovačka.

## Povijest
Naselje je imalo u 1928. godini 288 stanovnika. Ime je dobilo po slovačkom prezimenu Blika.
Do 1918. je bilo dio Kraljevine Ugarske.

## Stanovništvo
| Godina:     | 1993. | 2003.    | 2013.   | 2023.   |
| ----------- | ----- | -------- | ------- | ------- |
| Broj ljudi: | 259   | 226      | 213     | 193     |
| Razlika:    |       | -12,74 % | -5,75 % | -9,38 % |

| Godina:     | 2022. | 2023.   |
| ----------- | ----- | ------- |
| Broj ljudi: | 194   | 193     |
| Razlika:    |       | -0,51 % |

Prema podacima o broju stanovnika iz 2023. godine naselje je imalo 193 stanovnika.

## Vanjske poveznice
|  | Zajednički poslužitelj ima još gradiva o temi Bílkove Humence |

- Službena stranica